# Virginia Slims of Washington 1978
Virginia Slims of Washington 1978  — жіночий тенісний турнір, що проходив на закритих кортах з килимовим покриттям GWU Charles Smith Center і Capital Centre у Вашингтоні (США) в рамках Світової чемпіонської серії Вірджинії Слімс 1978. Відбувсь усьоме і тривав з 2 до 8 січня 1978 року. Перша сіяна Мартіна Навратілова здобула титул в одиночному розряді й отримала за це 20 тис. доларів США.

## Фінальна частина

### Одиночний розряд
Мартіна Навратілова —  Бетті Стов 7–5, 6–4
- Для Навратілової це був 1-й титул в одиночному розряді за сезон і 14-й — за кар'єру.

### Парний розряд
Біллі Джин Кінг /  Мартіна Навратілова —  Бетті Стов /  Венді Тернбулл 6–3, 7–5

## Розподіл призових грошей
| Дисципліна       | П       | F       | ПФ     | ЧФ     | 1/8    | 1/16 |
| Одиночний розряд | $20,000 | $10,500 | $5,900 | $2,800 | $1,550 | $850 |